# Nutzwert
Nutzwert ist in der Wirtschaft der tatsächliche oder potentielle subjektive Nutzen, den der Käufer oder Investor beim Erwerb von Gütern oder Dienstleistungen im Hinblick auf seine gesetzten Ziele erlangt. In der Nutzwertanalyse gibt er den Zielerreichungsgrad an.

## Allgemeines
Der Kaufentscheidung geht die Auswahl zwischen mindestens zwei Alternativen voraus. Entscheidet sich der Käufer/Investor für eine dieser Alternativen, so liefert diese einen Beitrag zur ökonomischen oder auch individual-psychologisch besseren Zielerfüllung, was als Nutzwert bezeichnet wird. Nutzwert oder Nützlichkeit ist „die Summe der objektiven Eigenschaften eines Gegenstandes, die ihn befähigen, irgendein objektiv bestehendes menschliches Bedürfnis zu befriedigen“. Der Nutzwert stellt manchmal die realisierte Eignung zur Bedürfnisbefriedigung dar. Es ist allerdings nicht möglich, den Nutzwert eines Gutes mit einem einheitlichen Maßstab zu messen; es bestehen auch keine eindeutigen Beziehungen zwischen diesem Nutzwert und dem ohne große Schwierigkeiten zu ermittelnden Tauschwert.
Am eindeutigen Maßstab fehlt es bereits deshalb, weil jedes Wirtschaftssubjekt individuelle Ziele verfolgt und deshalb den Nutzwert desselben Produkts oder derselben Dienstleistung unterschiedlich einstuft (für den Fleischfresser stiftet ein Steak einen höheren Nutzwert als für den Vegetarier). Die Kaufentscheidung bei Privatpersonen erfolgt im Rahmen persönlicher Ziele, bei Unternehmen im Rahmen von Unternehmenszielen, bei Staaten in Form von Staatszielen. Wenn erworbene Güter nicht den Zielen entsprechen, haben sie keinen Nutzwert, sie sind nutzlos. Umgekehrt erhöht sich der Nutzwert, je mehr diese Güter zur Zielerfüllung beitragen.

## Volkswirtschaftslehre
Im Wertparadoxon schilderte John Law als erster im Jahre 1705, dass der Nutzwert des Wassers wesentlich höher liege als sein Tauschwert, wogegen die weniger nützlichen Diamanten einen deutlich höheren Tauschwert aufwiesen. Während für den Käufer eines Konsumgutes dessen Nutzwert relevant ist, bemisst ein Spekulant den Wert danach, wie dieses in Zukunft von anderen Nachfragern beurteilt wird. Langfristig kann der Marktpreis eines Gutes nicht über seinem Nutzwert liegen, weil die Nachfrager es dann nicht mehr kaufen wollen.
Karl Marx kritisierte 1867 in seinem Hauptwerk Das Kapital. Band I dieses Wertparadoxon, denn die „Dinge, deren Gebrauch notwendig und deren Menge unbegrenzt ist, [müssten] umsonst zu haben sein, und diejenigen, deren Nutzwert null und deren Seltenheit außerordentlich ist, unendlich hoch im Preise stehen müssten“. Marx’ Ausspruch, mit dem Nutzwert der Ware befasse sich als Sonderfach die Warenkunde, wurde fehlerhaft auch dahingehend interpretiert, dass der Nutzwert überhaupt keine volkswirtschaftliche Kategorie sei.
Georg Simmel hat als erster 1907 darauf aufmerksam gemacht, dass das „Geld an sich“ ein Nichts ist, sondern dass die Menschen und das menschliche Verhalten gemeint sind, wenn von Geld und Geldgebrauch die Rede ist. Einen Nutzwert erlange Geld erst dadurch, als Tauschobjekt beim Güterkauf zu dienen. Auch für John Maynard Keynes besaß „Geld an sich“ keinen Nutzwert, denn es habe keinen Sachgütercharakter.

## Privatpersonen
Der Nutzwert beim Verbraucher ist der in Geld bewertete Nutzen, den der Kunde den Funktionen, der Qualität (Produktqualität, Dienstleistungsqualität) und den Eigenschaften eines Produktes oder einer Dienstleistung beimisst. Er ergibt sich aus dem Gebrauchs- und Geltungsnutzen. Die Kaufentscheidung zu Gunsten eines Kaufobjekts wird getroffen, wenn der subjektive Nutzwert des Produkts höher ist als der Marktpreis, wobei der Nutzwertüberschuss höher sein muss als bei einer anderen Geldverwendung.
Die Nutzwertargumentation ist im Verkaufsgespräch eine der sachlichsten Argumentationsmöglichkeiten. Sie lässt jegliche persönlichen Präferenzen scheinbar außen vor, wobei sicher zu beachten ist, dass die selektive Wahrnehmung eines Kunden für bestimmte Nutzwerte an sich bereits eine der wichtigsten Erkenntnisse der Verkaufspsychologie darstellt.

## Unternehmen
Nutzwert ist der zahlenmäßige Ausdruck für den subjektiven Wert einer Investition hinsichtlich des Erreichens vorgegebener Ziele. Einen Nutzwert gibt es hier beim Erwerb materieller und auch immaterieller Güter (Patente, Lizenzen, gewerbliche Schutzrechte). Typisches Beispiel ist die Entscheidung über eine Investition, die im Rahmen der Unternehmensziele (Investitionsplanung) durchgeführt wird. Bevor diese Entscheidung getroffen wird, soll eine Nutzwertanalyse das Ausmaß der Eignung jeder Investitionsalternative untersuchen. Eine Investition ist absolut vorteilhaft, wenn ihr Nutzwert größer ist als ein vorgegebener Grenzwert. Relativ vorteilhaft ist ein Investitionsobjekt, wenn sein Nutzwert größer ist als der eines jeden anderen zur Auswahl stehenden Objektes.

## Nutzwerttheorien
Nutzwerttheorien sind subjektive Werttheorien, die den Wert als den subjektiven Nutzen eines Gegenstands für eine bestimmte Person definieren. Ausgangspunkt dieses subjektiven Erklärungsansatzes ist die „Nützlichkeit“ eines Gutes bei Jules Dupuit. Er ging davon aus, dass die Nützlichkeit eines Gutes durch das Maximum des Opfers gemessen wird, das ein Wirtschaftssubjekt zur Erlangung dieses Gutes aufzubringen bereit ist. Die Grenznutzentheorie ist eine reine Nutzwerttheorie, indem sie erklärt, dass Kosten dem entgangenen Nutzen entsprächen. Um einen Nutzen zu erhalten, muss man auf einen anderen Nutzen verzichten.

## Nutzwertanalyse
Der Nutzwert gibt in der Nutzwertanalyse an, inwieweit jede einzelne Handlungsalternative einer zu treffenden Entscheidung ein zu beachtendes Ziel (Unternehmensziel, persönliches Ziel, Staatsziel) erfüllt. Bei mehreren Zielen innerhalb einer Zielhierarchie wird jedes Ziel einer Gewichtung unterzogen, für jedes Ziel werden die gewichteten Erfüllungswerte addiert, deren Summe ist der Nutzwert einer Alternative. Die Nutzwerte bringen die Alternativen in eine Rangfolge, die bei der Entscheidung herangezogen werden kann.

## Abgrenzung
Die Begriffe Nutzwert und Kundennutzen sind nicht identisch. Letzterer ist ein Marketingbegriff, der den Kundennutzen aus der Sicht der Unternehmen untersucht, ohne dass sie die Ziele der Kunden kennen.